# Seben
Seben ist eine Stadt und ein Landkreis der türkischen Provinz Bolu. Der Ort liegt etwa 40 Kilometer südlich der Provinzhauptstadt Bolu. Das Stadtsiegel weist die Jahreszahl 1946 auf, das könnte ein Hinweis auf das Jahr der Erhebung zur Belediye sein. 
Der Landkreis liegt im Süden der Provinz. Er grenzt im Westen an den Kreis Mudurnu, im Norden an den zentralen Landkreis, im Osten an den Kreis Kıbrıscık sowie im Süden an die Provinz Ankara (Kreis Nallıhan). Eine Landstraße verbindet Seben mit der D170 im Süden und Bolu im Norden. Die Stadt liegt am Fluss Aladağ Çayı, der weiter südlich in den Sakarya mündet. Durch den Kreis zieht sich die Bergkette der Köroğlu Dağları.
Der Kreis hat die zweitniedrigste Bevölkerung aller Landkreise der Provinz Bolu und besteht neben der Kreisstadt (46,7 % der Kreisbevölkerung) noch aus 29 Dörfern (Köy) mit durchschnittlich 88 Bewohnern. 14 Dörfer haben mehr Einwohner als dieser Durchschnitt. Die Skala der Einwohnerzahlen reicht von 182 (Çeltikdere) hinab bis auf 22 (Ekiciler, zugleich das kleinste Dorf der Provinz). Die Bevölkerungsdichte ist die zweitniedrigste in der Provinz.

## Sehenswürdigkeiten
Etwas nordöstlich der Kreisstadt liegen die Seben Kaya Evleri genannten Höhlenwohnungen.

## Persönlichkeiten
- Mehmet Alagöz (* 1949), deutscher Künstler